# Styracura schmardae
Styracura schmardaeはポタモトリゴン科に属するエイの一種である。

## 分布
大西洋西部、カンペチェ湾からブラジル、アンティル諸島、バハマに分布する。アマゾン川の河口にも進入する。砂底に生息し、サンゴ礁の近くにも出現する。

## 形態
大型種で、最大で体盤幅2メートルの報告がある。体盤は楕円形。吻端は鈍角で、体盤の前縁は直線に近い。下顎の癒合線上には小さな凹みがあり、口内底には5本の乳頭状突起を持つ。歯の基部は楕円形で、尖頭は平たく中央には縁の波打った凹みがある。上顎の歯列は28-36列。尾は比較的短くて細く、鰭膜はないが腹面と両側面に隆起線がある。尾の後半には鋸歯を持つ棘が1本生える。背面と尾は小さな突起で覆われる。肩部には2個の大きな突起があり、そこから前後に2対の隆起線が走る。背面は暗褐色から緑褐色、腹面は黄白色で尾の先端に向けて黒みを帯びる。

## 分類
肩部の突起周辺などの形態的特徴から、本種はStyracura pacificaの姉妹種と考えられている。この2種はかつて"amphi-American Himantura"として知られていたが、下顎の筋肉と関節の研究から、インド太平洋のHimantura属のエイよりもポタモトリゴン科に近いと考えられるようになった。ここから、amphi-American Himanturaとポタモトリゴン科はパナマ地峡の形成前に南アメリカ大陸北岸に生息していた広塩性の共通祖先を持つ、という仮説が生まれた。寄生虫学的観点からは、ポタモトリゴン科と最も近縁なのはUrobatis属であるとしてこの解釈は一時反駁されていた。2016年に分子系統と形態系統の双方に基づいてHimantura属の見直しが行われ、本種はStyracura pacificaと共にStyracura属としてポタモトリゴン科に含められた。

## 生態・利用
稀種であり、生態についてはあまり知られていない。他のトビエイ類同様に無胎盤性の胎生である。寄生虫として、線虫のEchinocephalus daileyi、条虫のAnindobothrium anacolumが知られている。沿岸漁業と商業漁業の双方において釣りや網によって混獲されており、食用にもされている。肉が塩漬けにして販売されるほか、膠や魚油の生産にも用いられる。